# Christian Wenaweser
Christian Wenaweser, né le 16 novembre 1963 à Zurich (Suisse), est un diplomate du Liechtenstein,.

## Formation
Christian Wenaweser fait ses études à l'Université de Zurich, à l'Institut universitaire de hautes études internationales de Genève et à l'Académie bavaroise des sciences et des sciences humaines à Munich, en Allemagne,.

## Carrière
Depuis 2002, Christian Wenaweser est le représentant permanent du Liechtenstein auprès des Nations unies. À ce titre, il a été particulièrement actif dans le développement de la Cour pénale internationale (CPI).
Au sein de l'Assemblée des états parties à la CPI, il préside le groupe de travail spécial sur le crime d'agression de 2003 à 2009. En 2008, il est élu pour un mandat de trois ans à la présidence de l'Assemblée des états parties. À ce poste, il succède à Bruno Stagno Ugarte du Costa Rica. En décembre 2011, il est remplacé à la présidence de l'Assemblée par Tiina Intelmann.
Entre 2003 et 2005, il est également président du comité ad hoc sur l'étendue de la protection juridique en vertu de la Convention sur la sécurité du personnel des Nations unies et du personnel associé. De 2004 à 2005, il est vice-président du groupe de travail à composition non limitée sur la réforme du Conseil de sécurité.
Le 22 décembre 2016, à l'occasion de l'adoption par l'Assemblée générale des Nations unies d'une résolution, présentée par le Liechtenstein, pour la création d'une équipe spéciale chargée de « collecter, regrouper, préserver et analyser les preuves de crimes de guerre et atteintes aux droits humains commis en Syrie », il déclare : « Nous avons trop souvent et trop longtemps différé toute action significative en matière de responsabilités. L'inaction de l'ONU a envoyé le signal que commettre des crimes de guerre et des crimes contre l'humanité était une stratégie tolérée et sans conséquences ».
Le 26 avril 2022, l'Assemblée générale adopte une résolution soumise par Christian Wenaweser au nom de son pays, obligeant les cinq membres permanents du Conseil de sécurité à justifier leur recours au véto.

## Autres activités
- All Survivors Project : membre du conseil d'administration[7]
- Fonds Dag Hammarskjöld pour les journalistes : membre du conseil consultatif honoraire[8]
- Centre international pour la justice transitionnelle (ICTJ) : membre du conseil consultatif[9]
- Champions internationaux du genre (IGC) : membre[10]
- International Peace Institute (IPI) : membre du Conseil consultatif international[11]